# 梦想剧场
梦想剧场是中国中央电视台综艺频道的一个电视综艺节目。节目内容为在电视台的帮助下，由观众扮演他们梦想中人物角色，由於這種重視觀眾參與的特性而受到歡迎。該節目自1997年10月3日開播，每週播出一集，30分鐘。